# Vinitaly
 (décembre 2013).
Si vous disposez d'ouvrages ou d'articles de référence ou si vous connaissez des sites web de qualité traitant du thème abordé ici, merci de compléter l'article en donnant les références utiles à sa vérifiabilité et en les liant à la section « Notes et références ».
Vinitaly est le Salon international du vin et des spiritueux qui se déroule chaque année à Vérone depuis 1967. Vinitaly s’étend sur plus de 95 000 m2, accueille plus de 4 000 exposants par an et enregistre environ 150 000 visiteurs par édition, trois fois supérieurs à ceux des deux autres salons européens majeurs, Vinexpo à Bordeaux et ProWein à Düsseldorf. Le salon accueille des producteurs, des importateurs, des distributeurs, des restaurateurs, des techniciens, des journalistes et des leaders d’opinion en provenance du monde entier.

## Organisation
Chaque année, le salon organise plus de 50 dégustations à thème de vins italiens et étrangers. Le programme de conférences aborde les principaux thèmes liés à la demande et à l’offre du marché du vin. Les analyses sont conduites par l’observatoire de Vinitaly Études & Recherches.
En plus des surfaces d’exposition destinées aux producteurs de vin, le salon comprend des ateliers, un club pour les acheteurs, ainsi que des espaces spécialement consacrés à la promotion du Made in Italy et destinés à faire connaître les exploitations émergentes du marché.

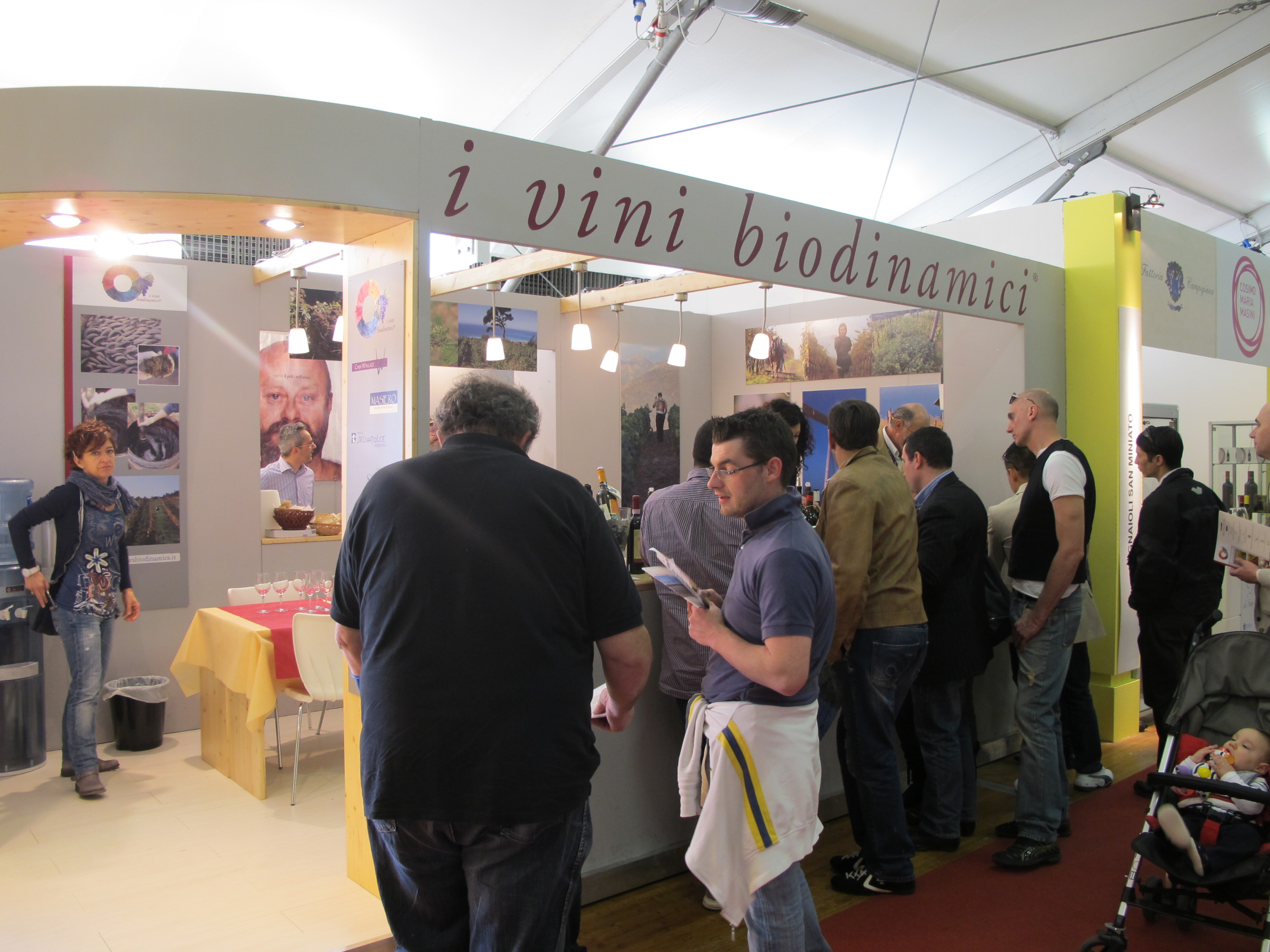
Stand à Vinitaly du vin biodynamique

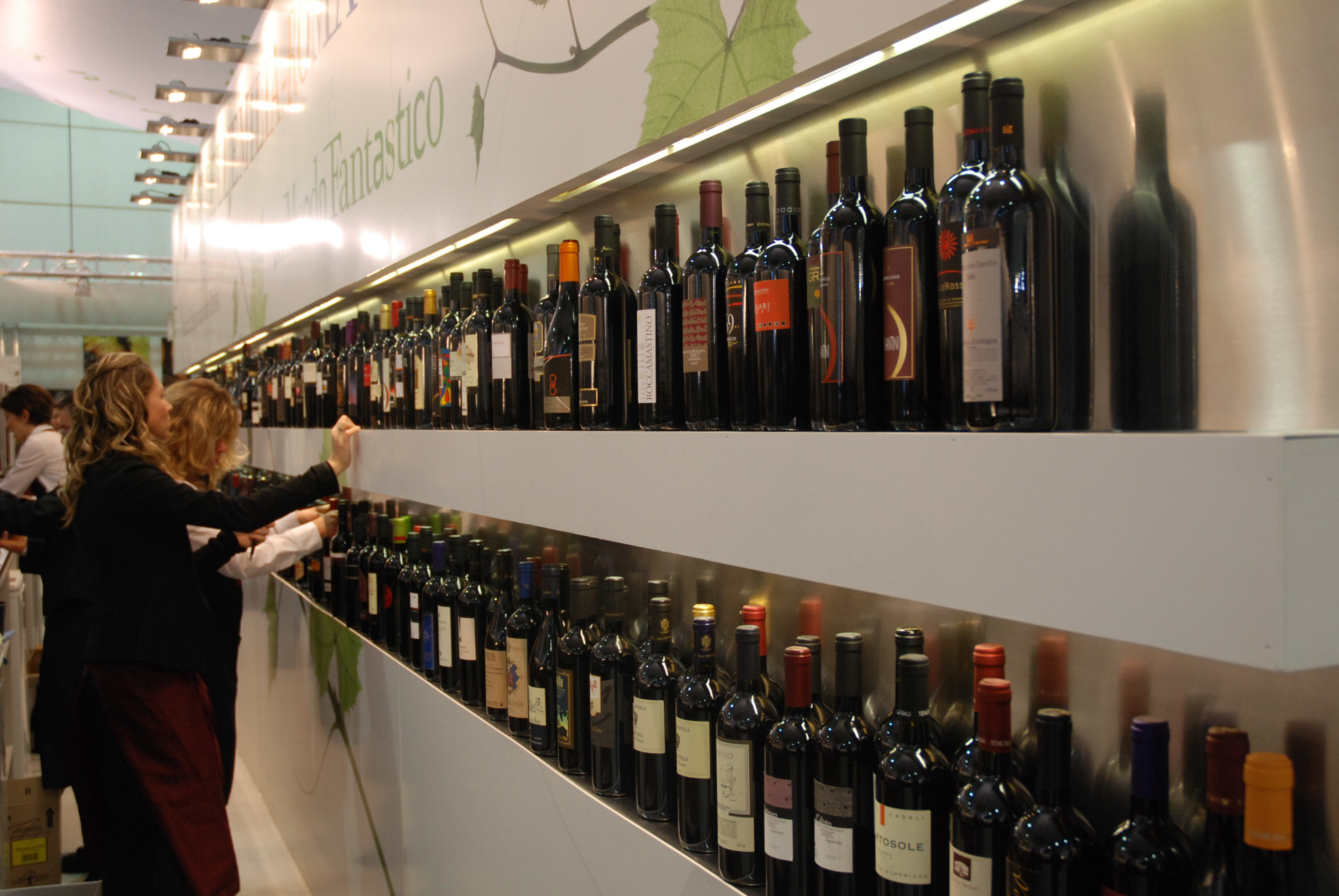
Gamme de vins à Vinitaly

Dans le cadre de Vinitaly, des concours et des prix internationaux sont organisés. Parmi les plus connus : le Concours œnologique international, International Packaging Competition, et le Prix international Vinitaly, qui assure la diffusion de la culture du vin dans le monde, avec l’International Wine and Spirit Competition. 
D’autres salons ont lieu en même temps : Sol, Salon international de l’huile d’olive vierge extra de qualité, Agrifood Club, Salon de l’agroalimentaire de qualité, et Enolitech, Salon international des techniques pour la viticulture et l’œnologie, et des technologies oléicoles et huilières.
De plus, Vinitaly organise un Hors Salon Vinitaly for You, événement « bar à vin » ouvert à tous les passionnés de vin. Il se déroule dans le centre historique de Vérone, dans le cadre enchanteur du palais de la Gran Guardia, place Bra.
Vinitaly joue aussi un rôle d’ambassadeur du vin italien dans le monde, avec Vinitaly in the world qui organise des événements B2B et B2C sur les principaux marchés internationaux.

## Historique

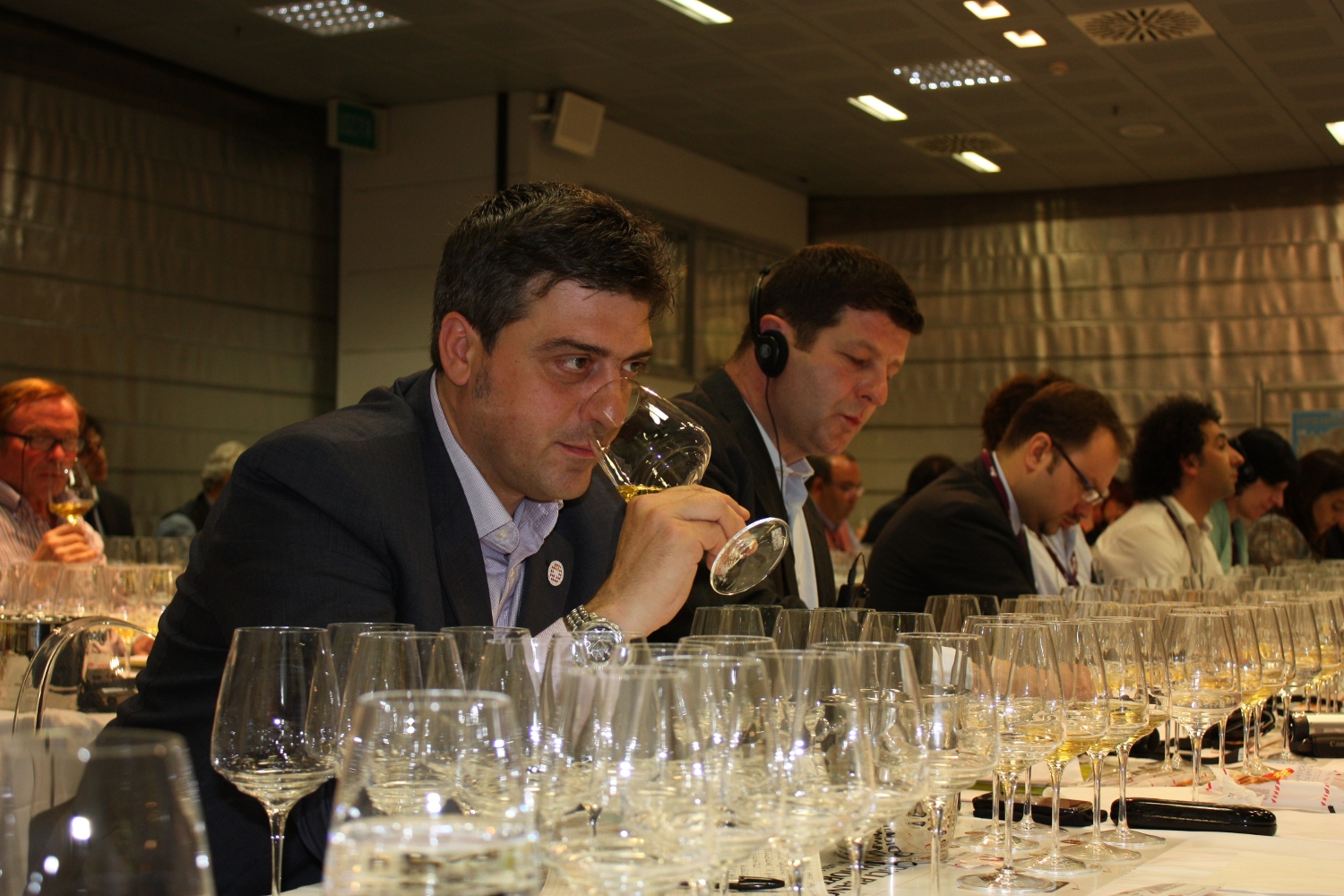
Table de dégustation à Vinitaly

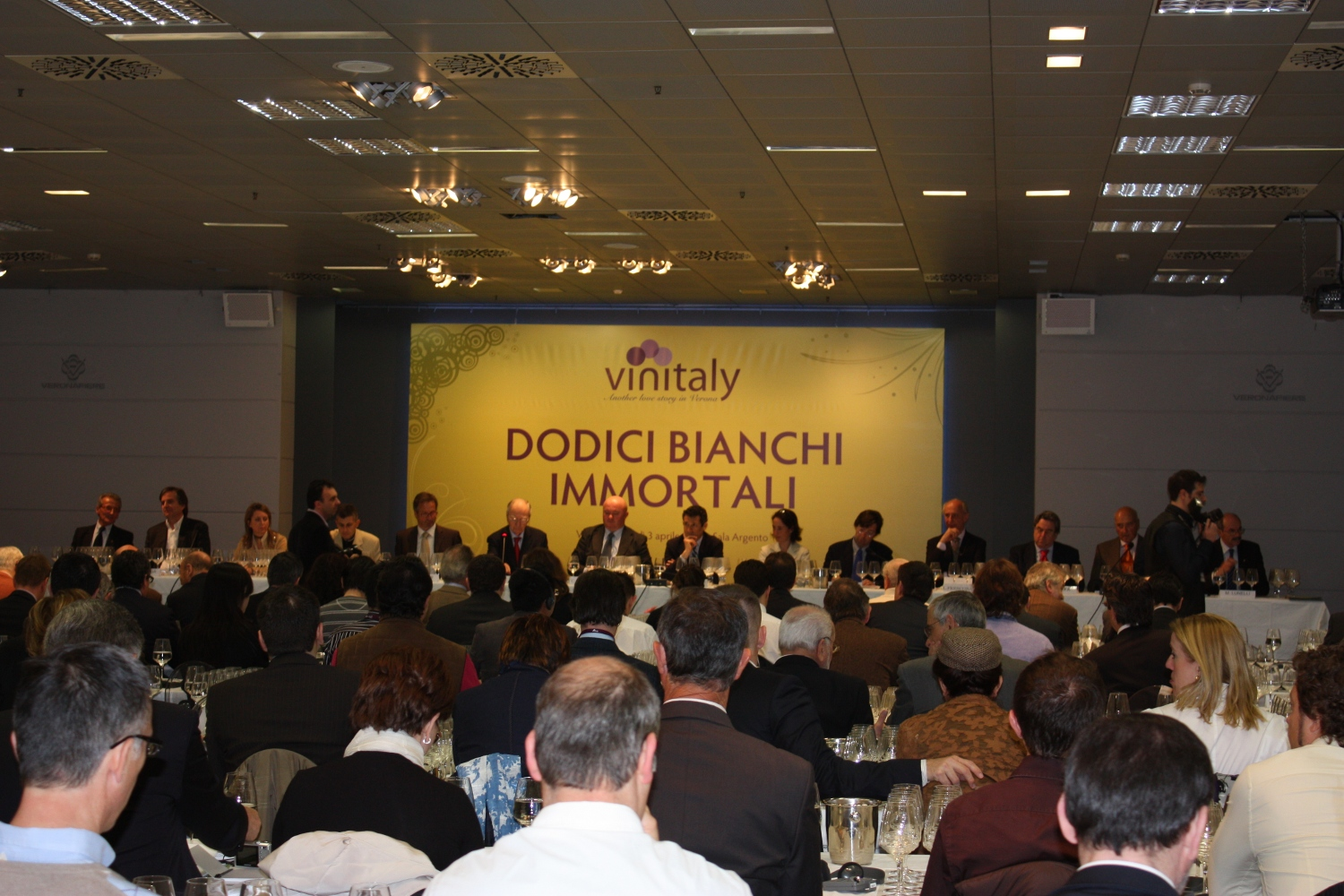
Jury de dégustation à Vinitaly

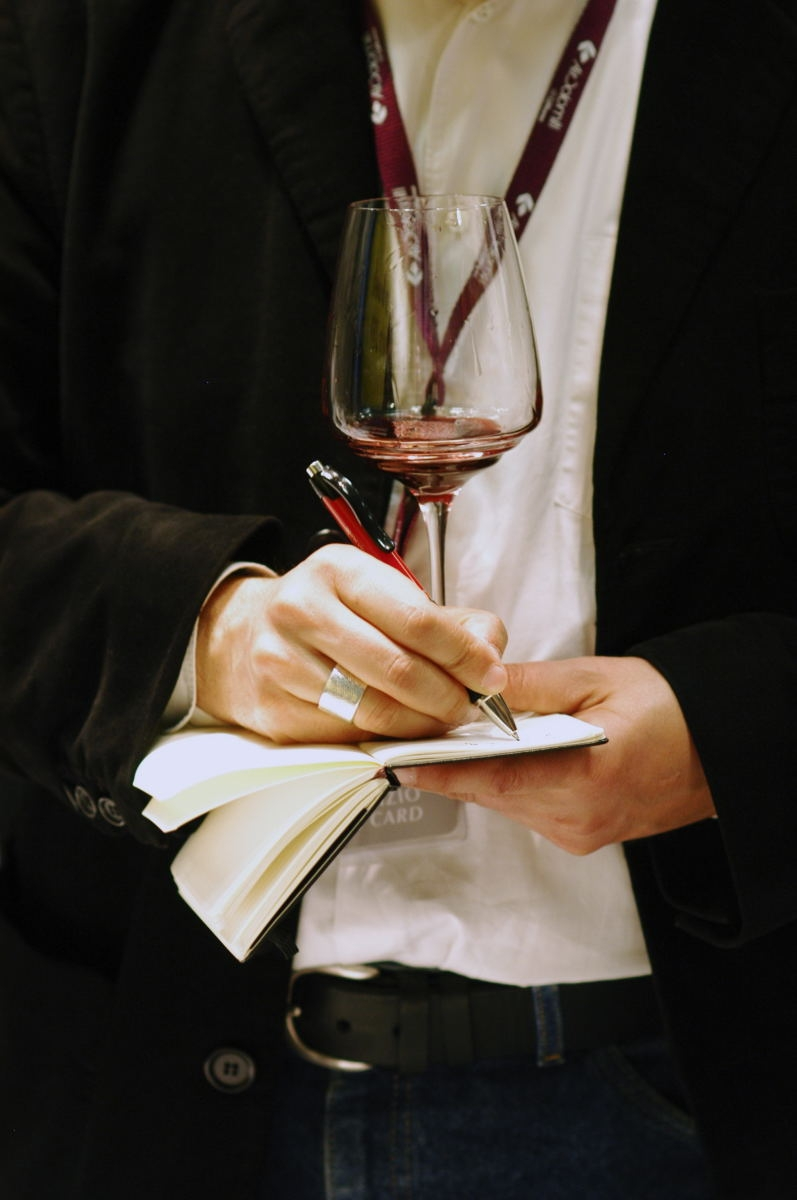
Notes de dégustation à Vinitaly

1967: les 22 et 23 septembre, le palais de la Gran Guardia accueille les Giornate del Vino Italiano (Journées du Vin italien). C’est l’acte de naissance officiel de Vinitaly.
1969: à la troisième édition des Journées du Vin italien, en complément d’une série de conférences, 130 établissements vinicoles exposent leurs produits.
1971: le salon devient Vinitaly – Salon des activités vitivinicoles, qui est une véritable foire marchande. Vinitaly s’attache une section marchandises, consacrée aux machines, aux équipements et aux produits pour l’œnologie.
1978: Vinitaly obtient la qualification « internationale » et ouvre ses portes aux exploitations étrangères.
1987: création au sein de Vinitaly du premier Salon de l’Olive.
1988: le Salon de l’Olive devient SOL. La même année, création de Distilla, le salon de la grappa, du Brandy et des spiritueux.
1992: création du Concours œnologique international, qui est devenu depuis le plus sélect et le plus couru au monde, avec une moyenne de 90 médailles décernées sur plus de 3 600 vins de 30 pays environ.
1995: Vinitaly absorbe Distilla et prend la dénomination Vinitaly – Salon international du vin et des spiritueux.
1996: création de l’International Packaging Competition, qui récompense le meilleur habillage de vin.
1998: l’internationalité de Vinitaly est confirmée et relancée par le choix de Veronafiere d’aller en Chine, à Shanghai, avec China Wine. Une expérience positive qui se répétera les années suivantes. Le secteur des équipements destinés au vin et à l’huile devient un salon spécialisé : Enolitech, le Salon des techniques pour la viticulture et l’œnologie, et des technologies oléicoles et huilières. 
2002: en juin, Veronafiere exporte Vino & Olio à Singapour.
2003: après une première expérience en 2002, le salon « conquiert » également les États-Unis avec Vinitaly US Tour à Chicago et à San Francisco. Il participe à IFOWS, l’Italian Food and Wine Show de Mumbai, en Inde. Création de Vinitaly for You, l’après-Vinitaly dédié aux amateurs de vin, qui trouvent une ambiance jeune et accueillante au cœur de Vérone, dans le palais de la Gran Guardia, pour déguster les meilleurs vins.
2004: pour la première fois après 6 ans de présence, le label Vinitaly est utilisé directement en Chine et, nouveauté absolue, en Russie.
2006: Vinitaly atteint sa pleine maturité — ses quarante ans. Le salon comprend deux nouveaux pavillons (10 et 11). Il élargit sa présence sur les marchés étrangers : Vinitaly Japan, en novembre à Tokyo, première édition labellisée Vinitaly en Inde (Mumbai et New Delhi), troisième édition en Russie (une première à Saint-Pétersbourg et une bien établie à Moscou), Vinitaly US Tour (Chicago, Los Angeles et Las Vegas) et Vinitaly China (Shanghai). Le Concours international de packaging s’ouvre aux liqueurs et aux spiritueux à base de fruits autres que le raisin. En 2005, ce concours avait accueilli les spiritueux à base de produits vitivinicoles.
2009: Après l’expérience positive de 2008 d’Agrifood Club, la foire agroalimentaire de qualité, on décide d’étendre définitivement l’offre de produits aux opérateurs étrangers intéressés non seulement par le vin avec Vinitaly et par l’huile d’olive vierge extra avec Sol, mais par tout ce qui est le Made in Italy agroalimentaire. Les exposants d’Enolitech bénéficient gratuitement d’un service anti-contrefaçon visant à protéger la propriété industrielle et intellectuelle des produits exposés, face aux opérateurs du secteur qui exposent des contrefaçons ou exercent une «concurrence déloyale».

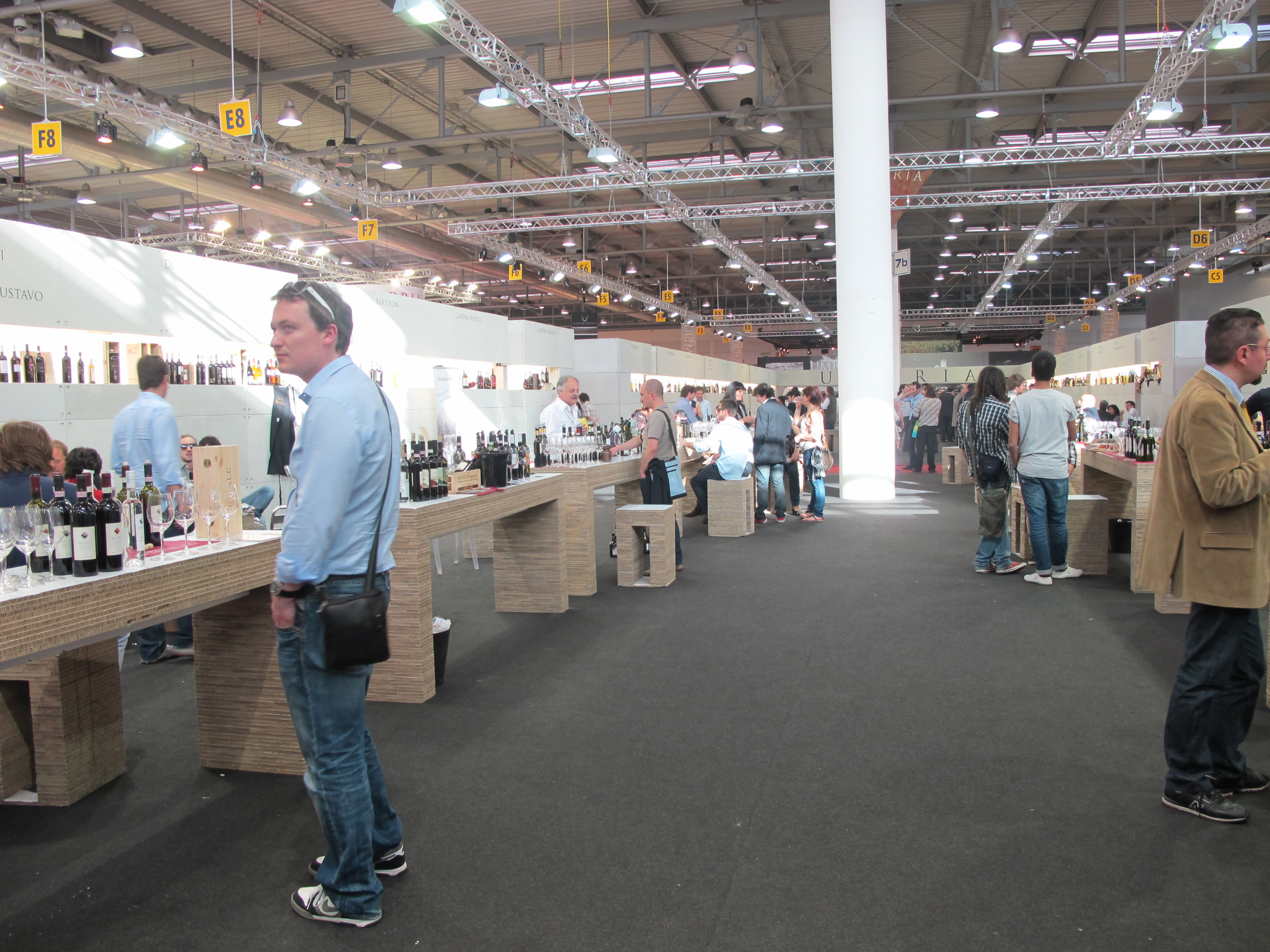
Stands de Vinitaly 2011

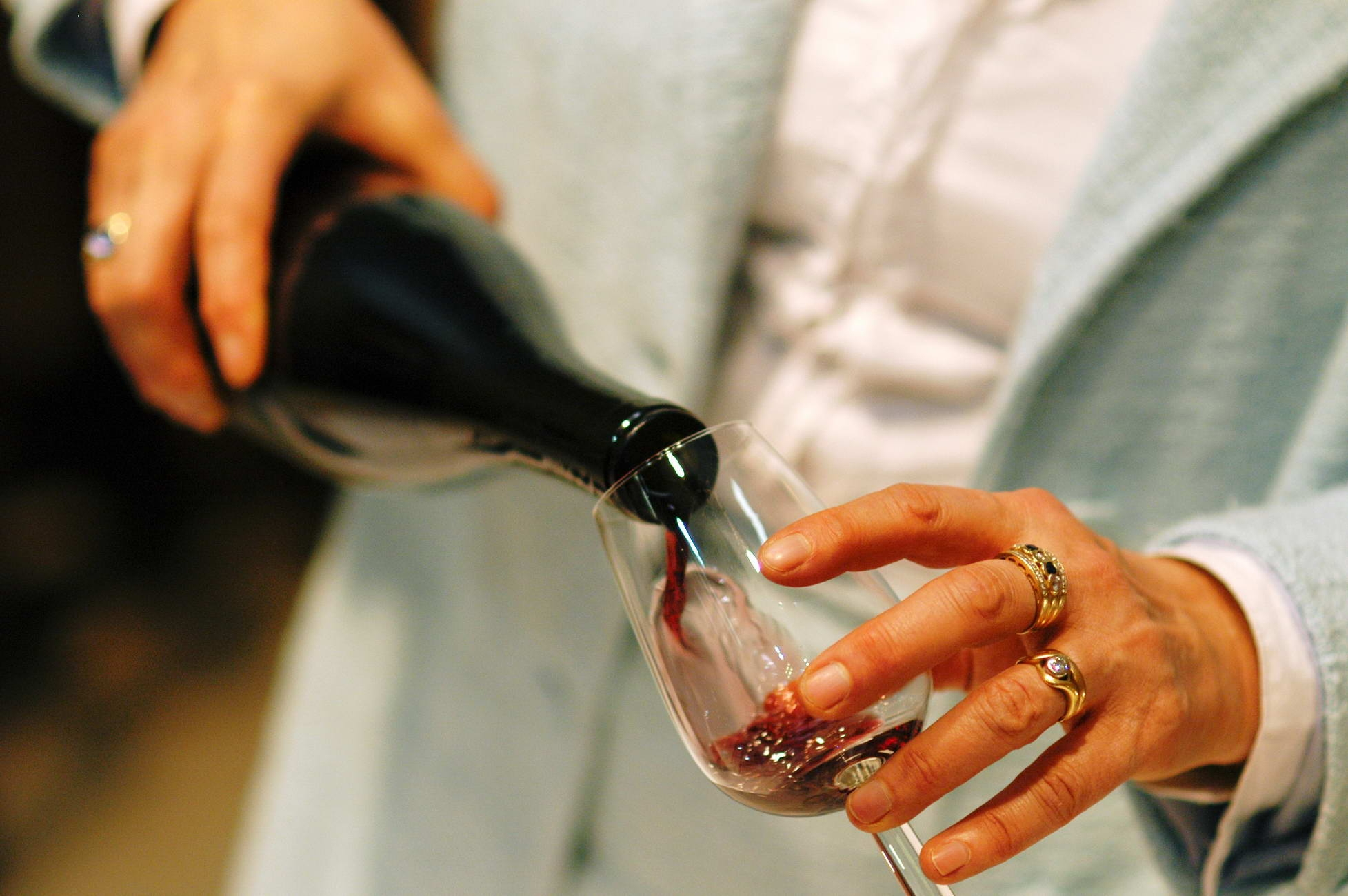
Made in Italy

2010: services de pointe au bénéfice des entreprises, marketing direct via le Web destiné à augmenter le nombre d’opérateurs étrangers spécialisés et à fidéliser ceux qui connaissent déjà Vinitaly : c’est le fil conducteur de la 44e édition de Vinitaly, qui reçoit pour la première fois de son histoire la visite officielle du président de la République italienne, Giorgio Napolitano. 
Vinitaly World Tour change de format et devient Vinitaly in the World, par suite de l’accord entre le ministère des Politiques agricoles et Veronafiere.
2011: Vinitaly au premier plan des célébrations du 150e anniversaire de l’Unité d’Italie, avec « La bouteille de l’Unité d’Italie ». Ce projet, lancé par Veronafiere, est le seul du secteur qui a obtenu le logo officiel des célébrations. Un assemblage de 20 vins rouges et de 20 blancs monocépages, représentatifs d’une variété de chacune des 20 régions italiennes, a permis de créer deux vins qui ont été offerts au président de la République, M. Napolitano, puis aux plus hautes autorités internationales.